# Marin Dokuzovski
Marin Dokuzovski, (en macédonien : Марин Докузовски), né le 14 juillet 1960, à Skopje, en Macédoine, est un entraîneur macédonien de basket-ball.